# 板野站
板野站（日语：／ Itano eki */?）是一位於日本德島縣板野郡板野町大寺平田、隸屬於四國旅客鐵道（JR四國）的鐵路車站。車站編號為T07，為特急列車「渦潮」停車站。亦是高德線其中一個中途終點站，多數由德島開出的普通列車都以本站為終點站。另外每天有3班由牟岐線開出的列車會以本站為終點；亦有2班會直通至牟岐線。國鐵時代，本站曾經是「鍛冶屋原線」的轉乘站，該線於1972年已被取消。

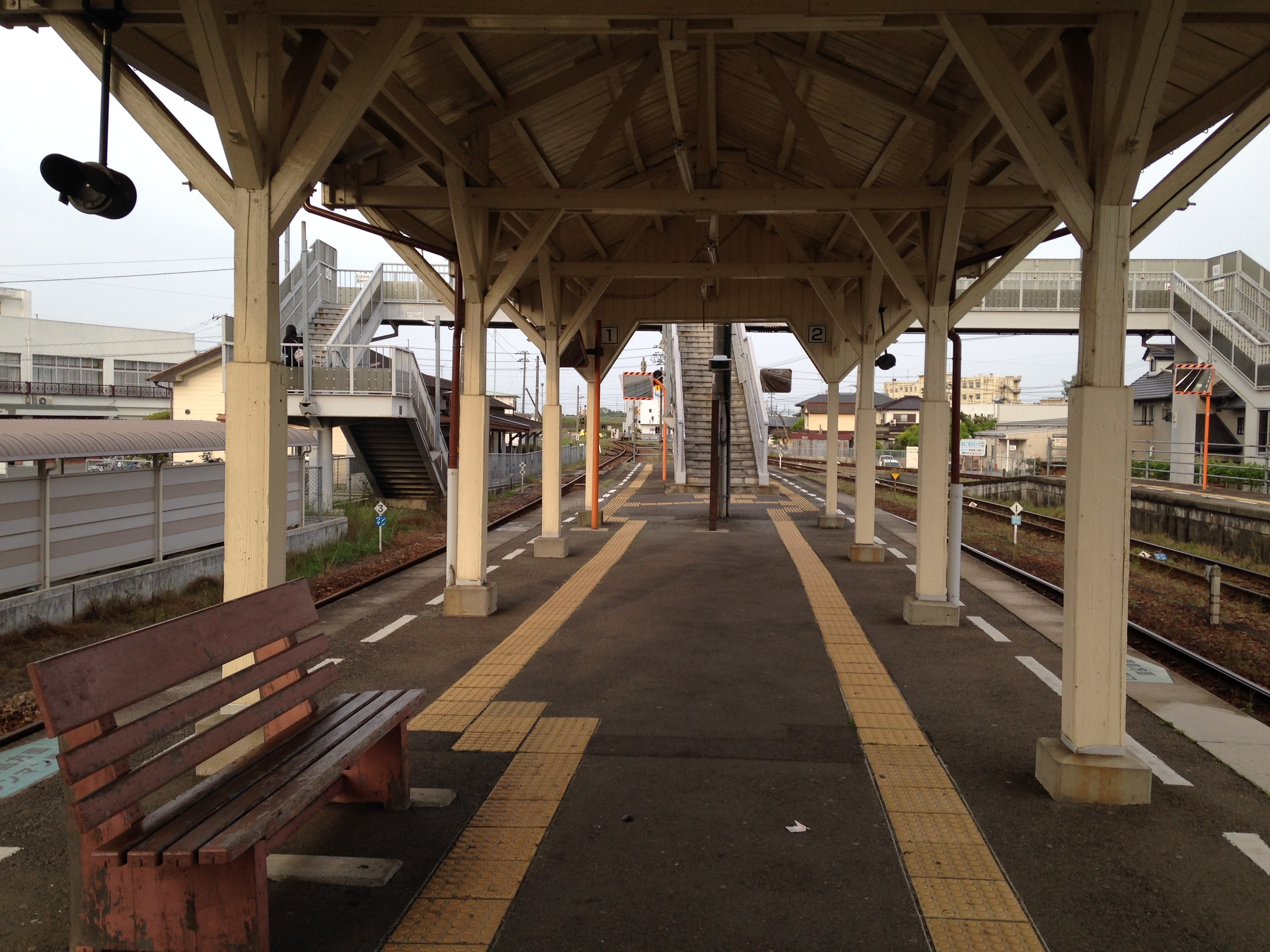
月台(2016年5月)

## 結構

### 站房

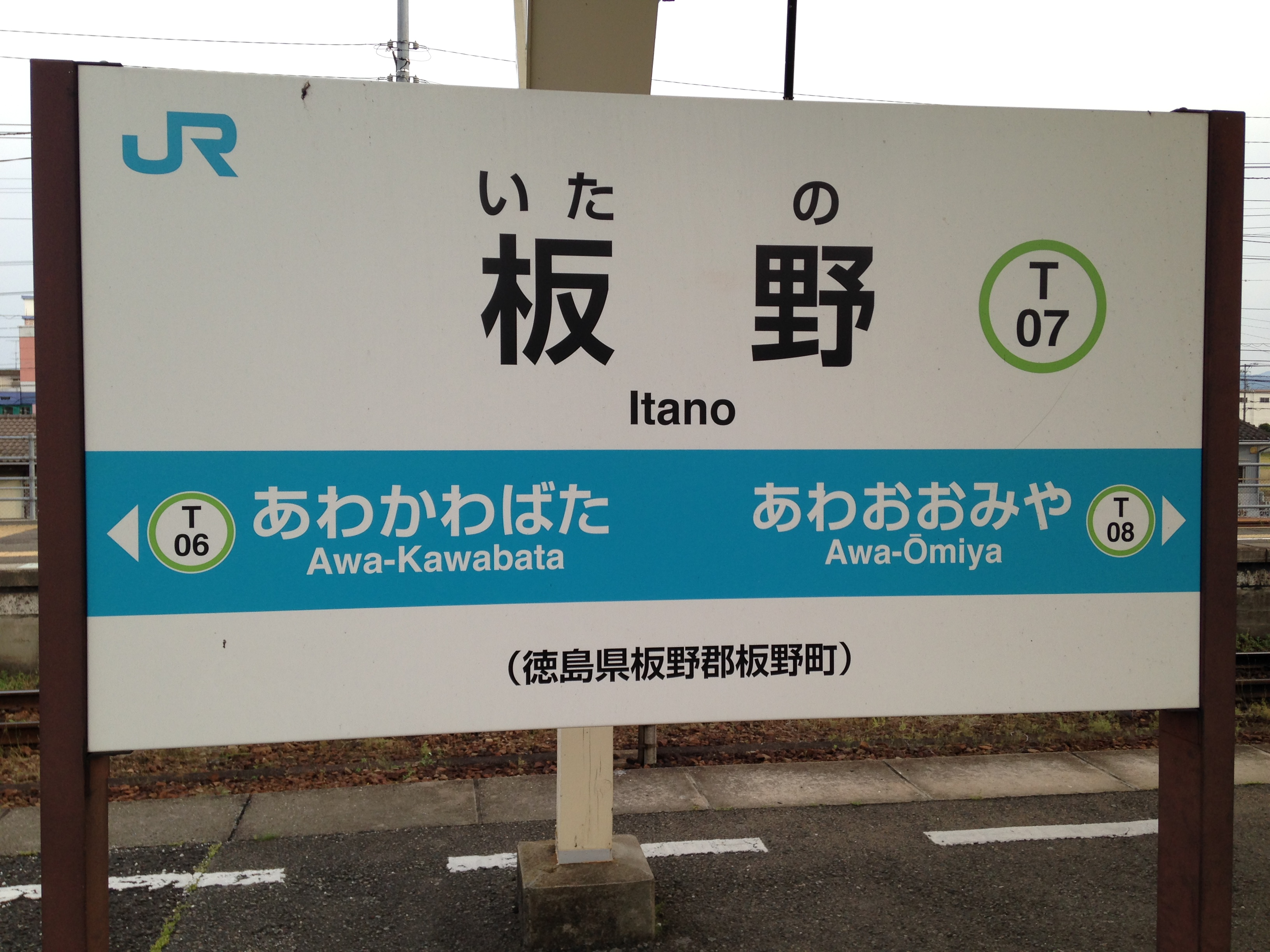
站名板(2016年5月)

設有木製單層建築一座，屬於較大規模的結構，和二軒屋站的設計相約。站舍內設有候車大堂、站務室、商舖及洗手間。2009年，曾是全四國營業時間最短的綠窗口被取消，但仍可在售票窗口購買長距離車票。2024年3月16日前由非JR四國人員駐守站務室，為業務委託站，大堂上設有自動售票機及特急券發售機。2024年3月16日被降為全日無人化車站。
另外站內商店於早年已經結業，現時仍處於封閉狀態。
站舍外豎立了高德線通車30周年的記念碑。

### 月台配置
設有島式月台2個，共可提供2面4線的配置，不過離站舍最遠的月台並不使用，只用作工程車等作業車輛停靠之用，供旅客使用的只有3個月台。3號月台末端往阿波大宮站方向被切割成港灣式月台，長度約為3輛，是原本鍛冶屋原線的停靠位置，廢線後該份月台邊沿已經被欄杆所封閉。
島式月台和站舍間皆以行人天橋連接，設於月台末端向阿波川端站方向。沿樓梯到達月台後，1，2號月台均設有月台上蓋，位於樓梯口旁，不過3號月台則為全露天月台，亦沒有設有等候坐位。至於列車有效長度，1，2號月台為5輛，3號月台為4輛。
| 月台 | 路線    | 目的地                               |
| ---- | ------- | ------------------------------------ |
| 1    | ■高德線 | 德島、阿南、牟岐方向                 |
| 2    | ■高德線 | 高松、岡山方向                       |
| 3    | ■高德線 | 德島方向（大部份區間列車的始發月台） |

## 歷史
- 1923年2月15日：隨阿波鐵道「鍛冶屋原線」池谷站至鍛冶屋原站開通而開業。中途站，當時稱為「阿波大寺站」。
- 1933年7月1日：阿波鐵道國有化，成為日本國有鐵道下的車站，改名為「板西站」[5]。
- 1935年3月20日：因應高德線全通．本站至池谷站改歸高德線車站，鍛冶屋原線改以本站起計算。
- 1943年11月1日：因戰爭時期節省資源，鍛冶屋原線被評為「不要不急線」而被要求暫時停駛。直至1947年7月15日才重開。
- 1956年4月10日：站名再改稱為「板野站」。
- 1972年1月16日：鍛冶屋原線廢線。
- 1982年：貨運服務停止。
- 1987年4月1日：日本國鐵分割民營化，車站的營運由JR四國繼承。
- 2009年12月1日：取消綠窗口。
- 2024年3月16日：終日無人化[6][1]。

## 歷年乘車人數
- 696人（1995年度）
- 684人（1996年度）
- 654人（1997年度）
- 643人（1998年度）
- 601人（1999年度）
- 568人（2000年度）
- 535人（2001年度）
- 507人（2002年度）
- 496人（2003年度）
- 496人（2004年度）
- 500人（2005年度）
- 503人（2006年度）
- 486人（2007年度）
- 487人（2008年度）
- 466人（2009年度）
- 471人（2010年度）

## 相鄰車站
※停靠此站的特急「渦潮」的相鄰停靠站參見列車條目。
四國旅客鐵道（JR四國）
■高德線
阿波大宮（T08）－板野（T07）－阿波川端（T06）

### 廢除路段
日本國有鐵道
鍛冶屋原線
板野－犬伏

## 外部連結
- JR四國板野站 （页面存档备份，存于）
- 舊JR四國板野站官方介紹（日語）